# بيترفلد-فولفن
بيترفلد ولفن (بالألمانية: Bitterfeld-Wolfen) هي بلدة ألمانية تقع في ألمانيا في ساكسونيا أنهالت.  يقدر عدد سكانها بـ 47,928 نسمة .

## المدن التوأمة
مدن دزيرجينسك، Kamienna Góra، طين جيري، فييرزو و فيتن هي مدن توأمة لـبيترفلد ولفن.